# Wilhelmine-Louise de Nassau-Weilbourg
Titre
Princesse consort de Reuss-Greiz
28 juin 1800 – 29 janvier 1817
(16 ans, 7 mois et 1 jour)
Wilhelmine-Louise de Nassau-Weilbourg (La Haye, 28 septembre 1765 - Greiz, 10 octobre 1837) est le quatrième enfant et deuxième fille du prince Charles-Christian de Nassau-Weilbourg et de Caroline d'Orange-Nassau, fille de Guillaume IV.

## Mariage

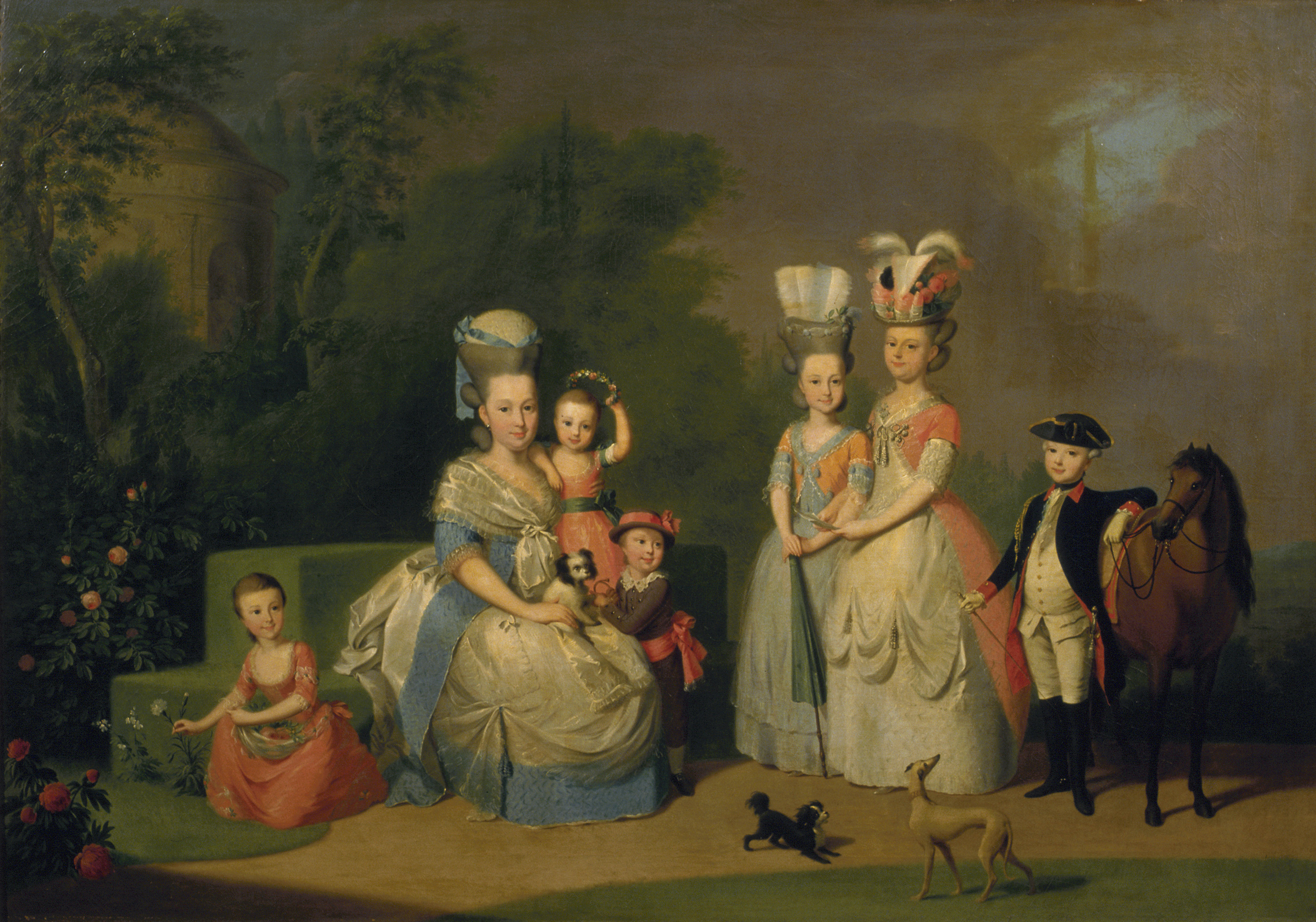
Caroline d'Orange-Nassau et de sa famille.
La princesse Wilhelmine-Louise est à la droite du centre représenté, ses mains reposant sur un plié parasol (Anton Wilhelm Tischbein, ± 1778, collection Mauritshuis)

Elle épouse le 9 janvier 1786 à Kirchheimbolanden le prince Henri XIII de Reuss-Greiz (Greiz, 16 février 1747 - Greiz, 29 janvier 1817), général de l'artillerie. De ce mariage naissent les enfants suivants:
- Henri XVIII (31 mars 1787 – 31 mars 1787) ;
- une fille (28 novembre 1788 – 28 novembre 1788) ;
- Henri XIX (1er mars 1790 – 31 octobre 1836) ;
- Henri XX (29 juin 1794 – 8 novembre 1859).